# 布拉耶斯
布拉耶斯（義大利語：Braies），是意大利北部博尔扎诺-上阿迪杰自治省的一个市镇，位于其省会博尔扎诺的东北方约60公里处。ISTAT代码为021009。

## 地理
于2010年11月30日的人口总计为657人，人口密度7.4人/平方公里，总面积89.2平方公里。
布拉耶斯毗邻以下的市镇：科尔蒂纳丹佩佐、多比亚科、马雷贝、蒙圭尔福-泰西多、瓦尔道拉和维拉巴萨。

## 社会

### 语言分布
根据2011年的人口普查，有99.23%的居民以德语为第一语言，其余的居民以意大利语和拉登语为第一语言，分别占人口的0.61%和0.15%。